# St. Peter (Duisburg-Marxloh)

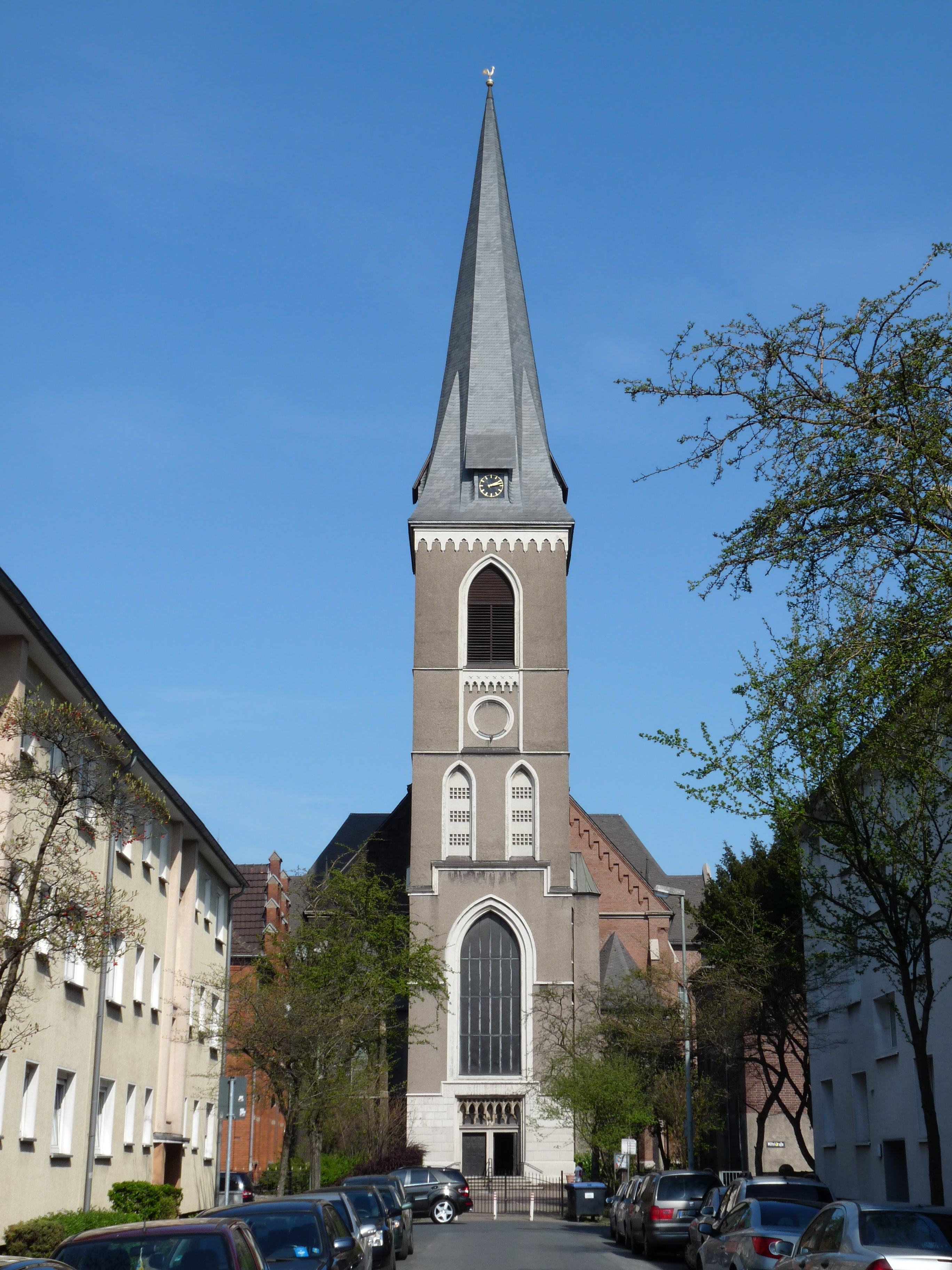
Duisburg-Marxloh, St. Peter

St. Peter ist eine römisch-katholische Kirche im Duisburger Stadtteil Marxloh. Sie ist die zweitgrößte Kirche Duisburgs und zum Zeitpunkt ihrer Fertigstellung die größte Kirche der damals selbständigen Stadt Hamborn, zu der Marxloh als Stadtteil gehörte. Heute ist sie Filialkirche der Abteikirche St. Johann.

## Geschichte
Die Kirchengemeinde St. Peter wurde 1898 gegründet. 1906 entwarf der Architekt Beumer aus Münster die Kirche St. Peter im neugotischen Stil. 1910 wurde der Grundstein gelegt. Am 22. Oktober 1911 fand der erste Gottesdienst statt. Seit September 2012 ist der Petershof als sozialpastorales Zentrum Teil der Katholischen Kirchengemeinde St. Johann.

## Baubeschreibung
St. Peter ist eine dreischiffige neugotische Hallenkirche mit einer fünfschiffigen Erweiterung in der Kreuzform. An beiden Seiten des Chorraums gliedern sich kapellenartige Sakristeien an. Zwölf freistehende Säulenbündel tragen die Gewölbe, welche an der Vierung eine Höhe von 24,50 Meter erreichen. Über dem Haupteingang wird der 75 Meter hohe Kirchturm mit einer Grundfläche von 9 m² von zwei Kapellen flankiert.

## Fenster
- Die Entwürfe dreier Chorfenster von 1957 mit der Darstellung der Geistsendung stammen von dem Kunstmaler Hubertus Brouwer.[5] Hergestellt wurden sie in den Werkstätten Curt Bernhard in Telgte. Weitere zwei Ornamentfenster von 1960 im Chor schufen unbekannte Künstler.
- Sechs von den acht Querschiff-Fenstern von 1961 stellen zahlreiche Heilige dar, von den übrigen beiden ist eines eine freie Komposition und das andere ein Ornamentfenster. Entworfen hat sie der Glasmaler und Bildhauer Manfred Espeter aus Münster. Auch sie wurden von der Firma Bernhard angefertigt.
- Die 14 Seitenschiff-Fenster zeigen sechs Engelmotive, sechs Ornamentdarstellungen sowie den Heiligen Nikolaus von Myra und Anna selbdritt.
- Die drei Ornamentfenster von 1955 in der Kapelle stammen von unbekannten Künstlern.
- Das Rückwand-Fenster von 1982 zeigt Petrus als Menschenfischer und wurde von Alois Plum geschaffen.[6]

## Orgel
Die zusammen mit dem Kirchenbau denkmalgeschützte Orgel gilt als eine der größten und besterhaltenen Klais-Orgeln ihrer Zeit und stellt eines der bedeutendsten Instrumente aus der Zeit der frühen Orgelbewegung innerhalb der Grenzen des Regionalverbandes Ruhr dar. Sie stammt aus der frühen Phase des Neobarock. 1938 wurde sie unter Leitung von Hans Klais als Opus 887 gebaut und umfasst die vier Teilwerke Hauptwerk, Schwellwerk, Rückpositiv und Pedal auf elektropneumatischen Kegelladen. Teile einer Klais-Orgel von 1910 sind beim Bau integriert worden. Die Disposition enthält drei Manuale und 44 klingende Register, abzüglich zwei Transmissionen und einer gemeinsamen Reihe für die Pedalzungen 16' 8' 4'.
Ursprünglich befand sich das Instrument auf der Empore gegenüber dem Altar. Durch alliierte Bombenangriffe im Jahre 1944 wurde die Orgel derart beschädigt, dass sie nicht mehr spielbar war. Die Kriegsschäden wurden 1952 beseitigt und der Zustand von 1938 unter Verwendung der originalen Bestandteile, die zum größten Teil substantiell erhalten geblieben sind, wiederhergestellt. Nur das Register Vox Coelestis 8' im Schwellwerk wurde durch eine Oktave 2' ersetzt.
1973 wurde der Kirchturm saniert. Bei dieser Gelegenheit wurde die Orgel von der Empore in den vorderen Teil des linken Seitenschiffes versetzt und aufwändig saniert.

## Glocken
Die Glocken Petrus, Maria und Anna wurden 1923 vom Bochumer Verein gegossen. Sie bilden ein dreistimmiges Gussstahlgeläut in den Schlagtönen cis, e, fis.

## Denkmalschutz
Die Kirche St. Peter wurde am 8. März 1985 unter der Nummer 15 in die Liste der Baudenkmäler in Duisburg-Hamborn eingetragen.